# Red Lodge (Suffolk)
Pour l’article homonyme, voir Red Lodge.
Red Lodge est un village et une paroisse civile du Suffolk, en Angleterre.